# Tour de Vendée 2018
La 47.ª edición de la clásica ciclista Tour de Vendée se celebró en Francia el 6 de octubre de 2018 sobre un recorrido de 206,4 kilómetros con inicio en el municipio de Dompierre-sur-Yon y final en el municipio de La Roche-sur-Yon.
La carrera formó parte del UCI Europe Tour 2018, dentro de la categoría 1.1, y fue ganada por el alemán Nico Denz del Ag2r La Mondiale. El belga Lennert Teugels del Cibel-Cebon y el suizo Gian Friesecke del Vorarlberg-Santic completaron el podio como segundo y tercer clasificado respectivamente.

## Equipos participantes
Tomaron parte en la carrera 16 equipos: 2 de categoría UCI WorldTeam; 7 de categoría Profesional Continental; 6 de categoría Continental y la selección nacional de Ruanda. Formando así un pelotón de 104 ciclistas de los que acabaron 46. Los equipos participantes fueron:
| WorldTeams (2)- AG2R La Mondiale - Groupama-FDJ Equipos continentales profesionales (7)- Cofidis, Solutions Crédits - Direct Énergie - WB-Aqua Protect-Veranclassic - Fortuneo-Samsic - Caja Rural-Seguros RGA - Delko-Marseille Provence-KTM - Euskadi Basque Country-Murias Equipos continentales (6)- Saint Michel-Auber 93 - Vorarlberg-Santic - Differdange-Losch - Massi-Kuwait Team - Roubaix Lille Métropole - Armée de terre Equipo nacional- Ruanda |
| |

## Clasificación final
- Las clasificaciones finalizaron de la siguiente forma:[2]

| \| Clasificación general \| Clasificación general \| Clasificación general \| Clasificación general \| Clasificación general \| \| Ciclista \| Ciclista \| Equipo \| Tiempo \| \| \| --------------------- \| --------------------- \| ---------------------------- \| --------------------- \| --------------------- \| \| 1.º \| Nico Denz \| AG2R La Mondiale \| 5 h 02 min 28 s \| \| \| 2.º \| Lennert Teugels \| Cibel-Cebon \| + 0 s \| \| \| 3.º \| Gian Friesecke \| Team Vorarlberg-Santic \| + 0 s \| \| \| 4.º \| Jimmy Janssens \| Cibel-Cebon \| + 17 s \| \| \| 5.º \| Alexis Guérin \| Delko-Marseille Provence-KTM \| + 22 s \| \| \| 6.º \| Jonathan Hivert \| Direct Énergie \| + 31 s \| \| \| 7.º \| Thomas Boudat \| Direct Énergie \| + 1 min 08 s \| \| \| 8.º \| Franck Bonnamour \| Fortuneo-Samsic \| + 1 min 11 s \| \| \| 9.º \| Gianni Marchand \| Cibel-Cebon \| + 1 min 14 s \| \| \| 10.º \| Quentin Jauregui \| AG2R La Mondiale \| + 1 min 34 s \| \| |                  |                              |                 |
| |                  |                              |                 |
| Fuente: ProCyclingStats |                  |                              |                 |
| Clasificación general |                  |                              |                 |
| Ciclista | Ciclista         | Equipo                       | Tiempo          |
| 1.º | Nico Denz        | AG2R La Mondiale             | 5 h 02 min 28 s |
| 2.º | Lennert Teugels  | Cibel-Cebon                  | + 0 s           |
| 3.º | Gian Friesecke   | Team Vorarlberg-Santic       | + 0 s           |
| 4.º | Jimmy Janssens   | Cibel-Cebon                  | + 17 s          |
| 5.º | Alexis Guérin    | Delko-Marseille Provence-KTM | + 22 s          |
| 6.º | Jonathan Hivert  | Direct Énergie               | + 31 s          |
| 7.º | Thomas Boudat    | Direct Énergie               | + 1 min 08 s    |
| 8.º | Franck Bonnamour | Fortuneo-Samsic              | + 1 min 11 s    |
| 9.º | Gianni Marchand  | Cibel-Cebon                  | + 1 min 14 s    |
| 10.º | Quentin Jauregui | AG2R La Mondiale             | + 1 min 34 s    |

## UCI World Ranking
El Tour de Vendée otorga puntos para el UCI WorldTour 2018 y el UCI World Ranking, este último para corredores de los equipos en las categorías UCI WorldTeam, Profesional Continental y Equipos Continentales. Las siguientes tablas son el baremo de puntuación y los corredores que obtuvieron puntos:
| Posición              | 1.ª | 2.ª | 3.ª | 4.ª | 5.ª | 6.ª | 7.ª | 8.ª | 9.ª | 10.ª |
| Clasificación general | 125 | 85  | 70  | 60  | 50  | 40  | 35  | 30  | 25  | 20   |

| 1.º  | Nico Denz        | Ag2r La Mondiale             | 125 |
| 2.º  | Lennert Teugels  | Cibel-Cebon                  | 85  |
| 3.º  | Gian Friesecke   | Vorarlberg-Santic            | 70  |
| 4.º  | Jimmy Janssens   | Cibel-Cebon                  | 60  |
| 5.º  | Alexis Guérin    | Delko Marseille Provence KTM | 50  |
| 6.º  | Jonathan Hivert  | Direct Énergie               | 40  |
| 7.º  | Thomas Boudat    | Direct Énergie               | 35  |
| 8.º  | Franck Bonnamour | Fortuneo-Samsic              | 30  |
| 9.º  | Gianni Marchand  | Cibel-Cebon                  | 25  |
| 10.º | Quentin Jauregui | Ag2r La Mondiale             | 20  |